# 크리스토퍼 프로샤우어

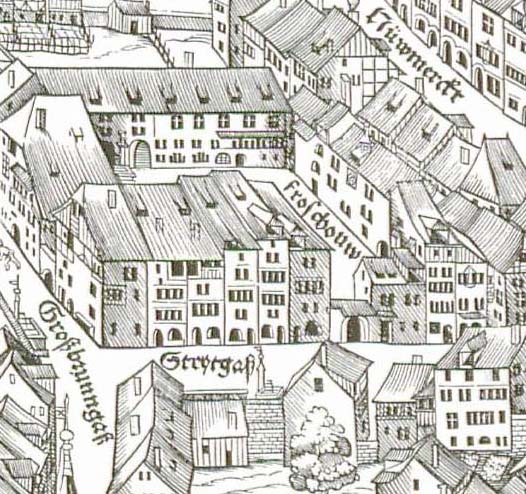
크리스토프 프로샤우어가 살아던 곳, 1576년, 조카가 프린트 한것

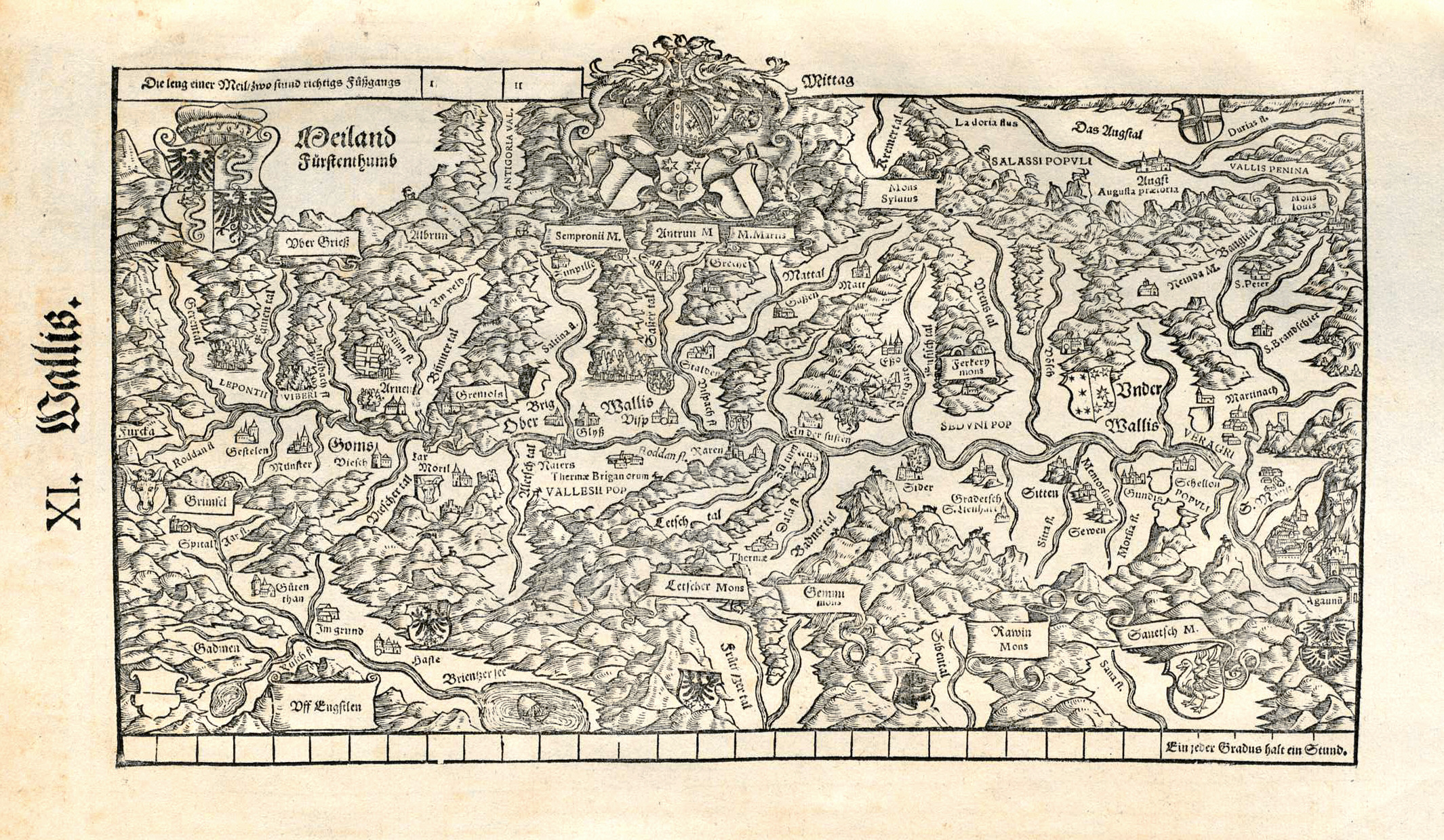
발레주, 1556년 (요한네스 스텀프와 크리스토프 프로샤우어 출판)

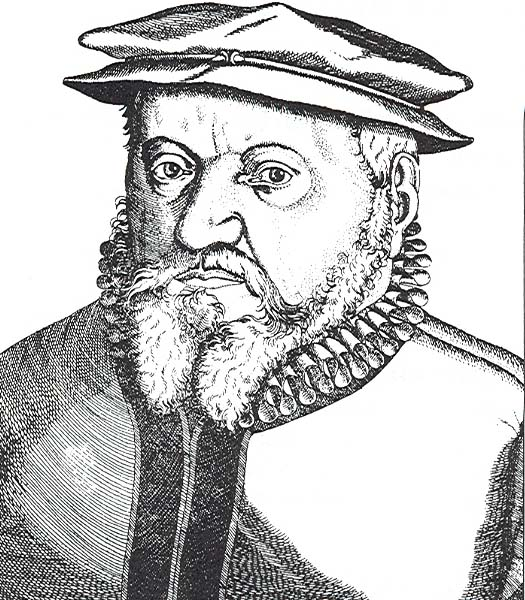
조카인 크리스토프 프로샤우어

크리스토프 프로샤우어(ca. Christoph Froschauer,  1490년 - 1 월 1564년 4월 1일)는 취리히에서 첫번째로 개업한 출판업자이다. 그의 삼촌 한스(Hans Froschaue)와 함께 출판업을 배웠고 취리히로 1515년 왔었다. 그가 출판한 프로샤우어 성경, 츠빙글리 성경 번역은 매우 유명하다. 그는 에라스무스, 루터와 츠빙글리의 작품들을 출판하였다. 소시지 사건에 연루되어 취리히 종교개혁이 일어나는 발단이 되었다. 페스트로 죽었다. 그의 사업은 조카인 크리스토프 프로샤우어(Christoph Froschauer the Younger, 1532–1585)가 이어받았다.

## 같이 보기
- 취리히의 역사

## 참고 문헌
- 크리스토퍼 프로샤우어 in  독일어, 프랑스어, 이태리어 in 온라인 Historical Dictionary of Switzerland.